# Andrej Hodek
Andrej Hodek (* 24. května 1981, Bratislava) je slovenský fotbalový útočník, od července 2014 bez angažmá.

## Klubová kariéra
Svoji fotbalovou kariéru začal tento útočník v FK Inter Bratislava, odkud v roce 2000 přestoupil do Slávia Ekonóm Bratislava. Po 3 letech se ale vrátil zpět do FK Inter Bratislava, kde tentokrát strávil s výjimkou hostování v FC Družstevník Báč v roce 2004 pět a půl let. Poté v roce 2009 podepsal FC Petržalka 1898. V roce 2010 se vydal na první zahraniční angažmá a přestoupil do českého FC Zbrojovka Brno. Tým ale po sezoně 2010/11 sestoupil do druhé nejvyšší soutěže a hráč tak odešel zpět na Slovensko do FC ViOn Zlaté Moravce.
Před sezonou 2013/14 přestoupil jako druhý nejlepší střelec slovenské ligy do FC Spartak Trnava. V Trnavě se mu ale příliš nevedlo, v 26 ligových zápasech vstřelil 6 gólů. Měl i určité zdravotní problémy. Po sezoně 2013/14 v klubu skončil.